# Rue Chauveau-Lagarde
La rue Chauveau-Lagarde est une voie du 8e arrondissement de Paris.

## Situation et accès
Elle commence au 21, place de la Madeleine et se termine boulevard Malesherbes.
Le quartier est desservi par les lignes 8, 12 et 14 à la station Madeleine.

## Origine du nom

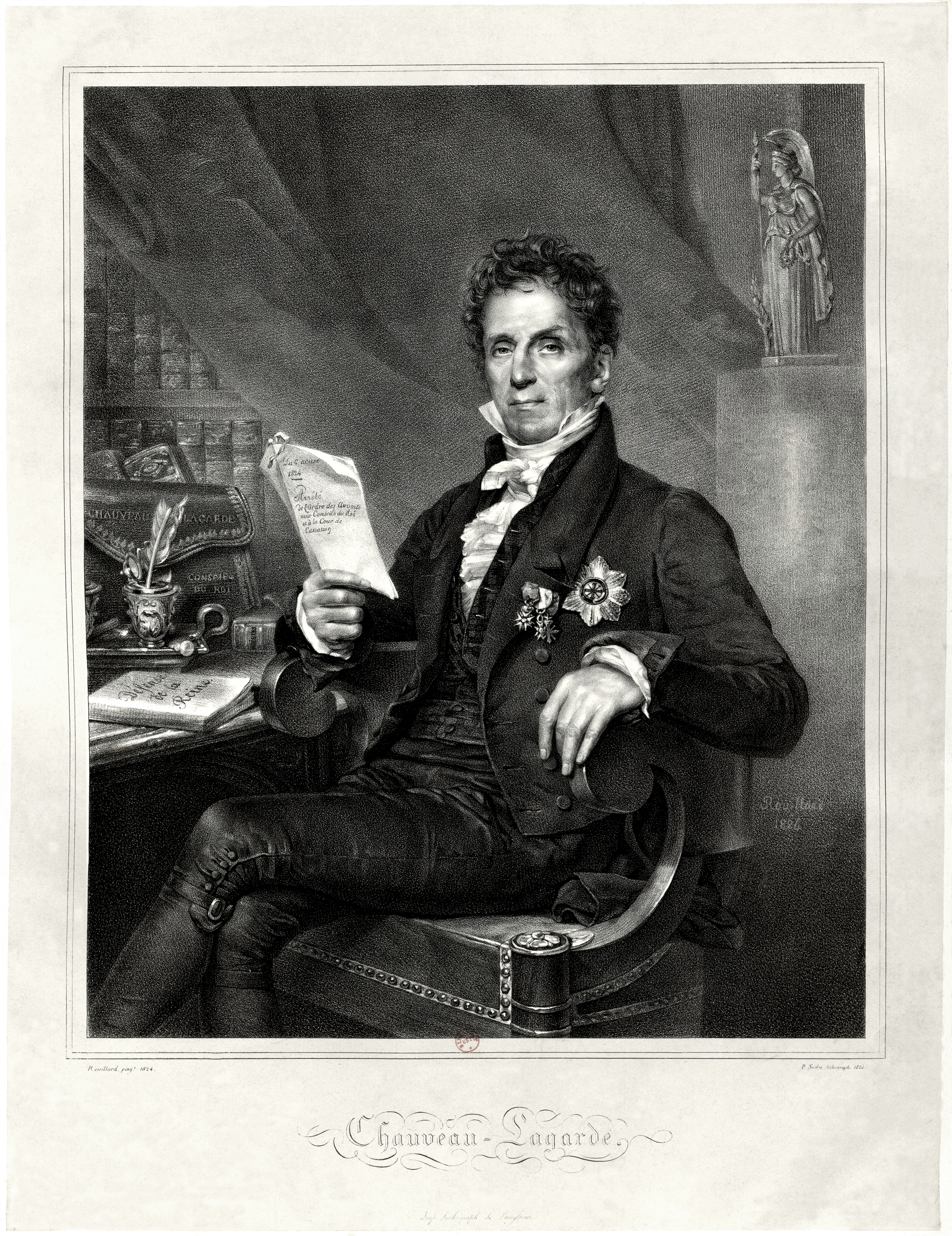
Claude François Chauveau-Lagarde.

Elle doit son nom à Claude François Chauveau-Lagarde (1756-1841), avocat qui fut le défenseur, sous la Révolution française, de Marie-Antoinette, de Madame Élisabeth et de Charlotte Corday.

## Historique
Cette voie est ouverte sous sa dénomination actuelle, entre la place de la Madeleine et la rue de l'Arcade, par une ordonnance royale du 2 juin 1824 : 
« il sera ouvert du côté septentrional de la place de la Madeleine, à gauche et dans la largeur de 10 mètres, une rue sous la dénomination de « rue Chauveau-Lagarde », aboutissant au nouveau boulevard Malesherbes ».

Une autre ordonnance, du 2 septembre 1829, décida que cette rue s'arrêterait à celle de la Madeleine. Cependant elle ne fut exécutée que jusqu'à la rue de l'Arcade et fut livrée à la circulation dans le courant de février 1832.

En 1844 la rue Chauveau-Lagarde est prolongée jusqu'à la rue de la Madeleine puis entre la rue de l'Arcade et le boulevard Malesherbes par décret du 16 juillet 1862.

## Bâtiments remarquables et lieux de mémoire

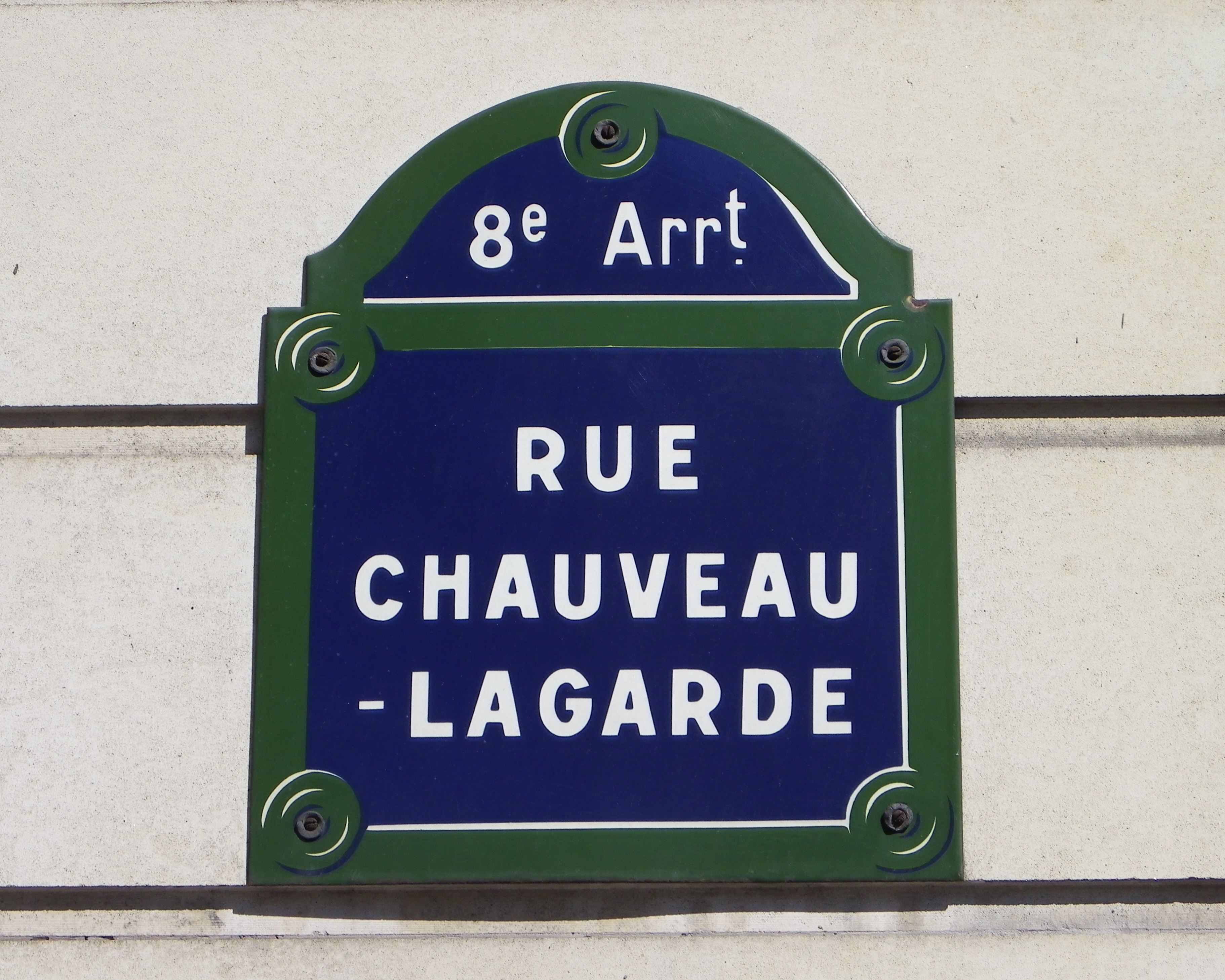
Plaque de la rue.

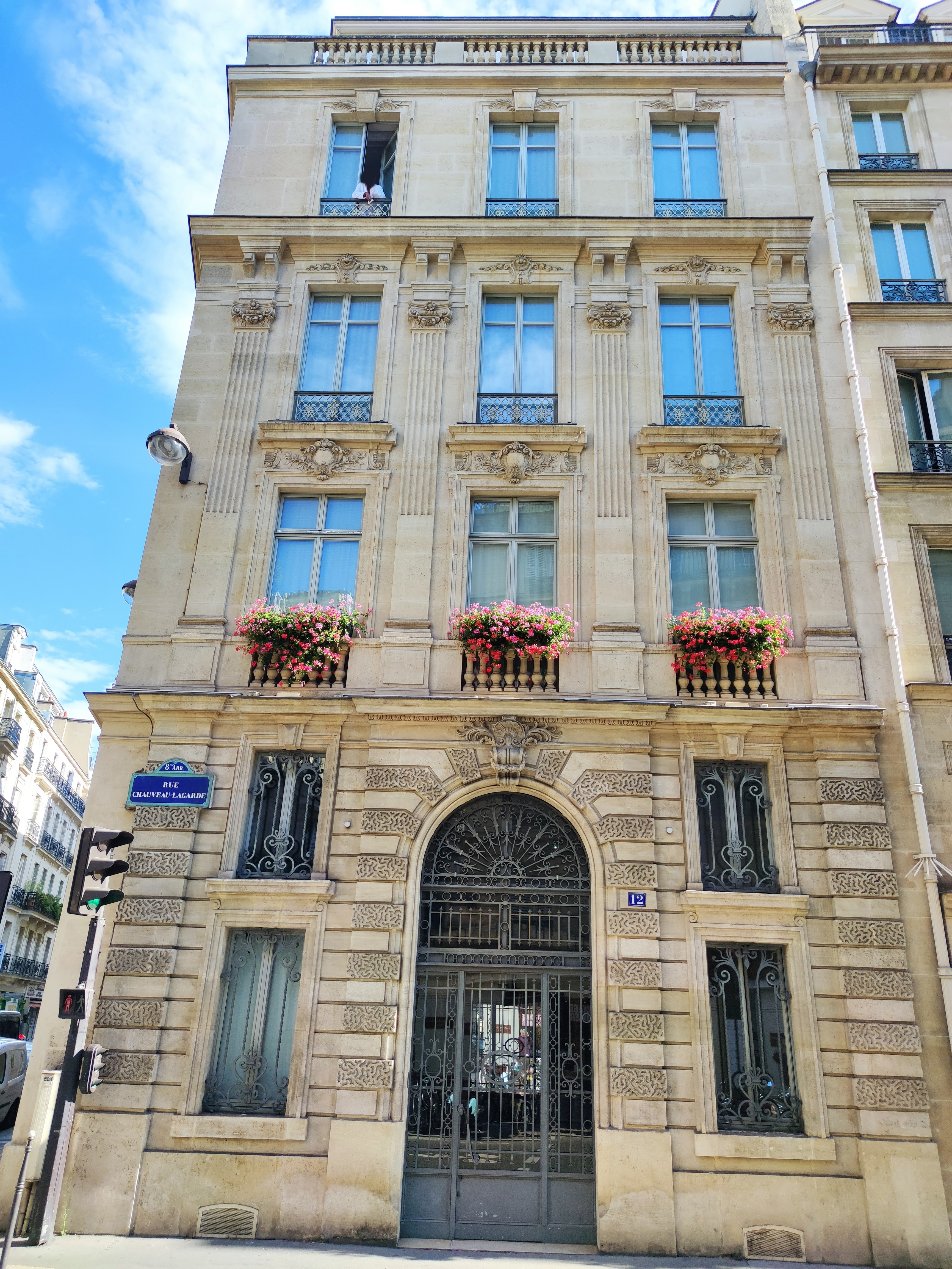
No 12.

- À la suite de la prise d'otages des Jeux olympiques de Munich (1972), le Mossad met au point l'opération Vengeance, chargée d'éliminer plusieurs des membres de l'organisation terroriste impliquée dans le drame. Le 6 avril 1973, Basil al-Kubaisi est tué rue Chauveau-Lagarde, à l'angle avec la rue de l'Arcade[1],[2].
- No 2 : Carlotta Zambelli (1875-1968), première danseuse de l'Opéra de Paris, y a habité de 1894 à 1968 (plaque commémorative)[3].
- No 4 : Félix Éboué (1884-1944), gouverneur du Tchad puis de l'Afrique-Équatoriale française, y a vécu de 1922 à 1935, comme le signale une plaque commémorative.
- No 6 : immeuble Louis-Philippe construit vers 1840[4].
- No 7 : immeuble Louis-Philippe[4].
- No 8 : Hubert Michel Fortuné Legagneur (1797-1876), magistrat, y a habité de 1871 à sa mort.
- No 12 : immeuble Louis-Philippe.